# Léda et le Cygne (Offices)
Pour les articles homonymes, voir Léda et le Cygne.
Léda et le Cygne est une peinture à l'huile et résine sur panneau d’un peintre léonardesque, peut-être Francesco Melzi, datable de 1505 à 1507 environ et conservé à la Galerie des Offices de Florence. C'est l'une des meilleures copies de la Léda perdue de Léonard de Vinci.

## Histoire
L'œuvre provient probablement de la collection Gualtieri del Aquila et, après divers événements, est arrivée à la Galerie des Offices en 1989 grâce à la collection Spiridon. Avec la version de la Galerie Borghèse à Rome et celle de Wilton House près de Salisbury, elle est considérée comme l’œuvre la plus proche de l’original perdu de Léonard.
En ce qui concerne l'attribution, Bernard Berenson considérait l'œuvre florentine comme une œuvre autographe de Léonard, mais la critique d'aujourd'hui converge pour une œuvre d'élèves, peut-être Francesco Melzi (Hoogewerff, 1952), avec une éventuelle collaboration de Joos van Cleve pour le paysage. La datation est généralement attribuée à la fin du séjour milanais de Melzi, avant le départ du maître en France.
Les autres noms proposés étaient Cesare da Sesto ou l'Espagnol Ferrante, l'aide de Léonard en 1505 pour la bataille d'Anghiari.

## Description et style
La représentation montre une Léda sensuelle embrassée par le cygne, personnification de Zeus, avec une guirlande de fleurs autour du cou.
Aux pieds de la femme, les deux œufs desquels, selon certaines versions du mythe, seraient nés les sœurs Hélène et Clytemnestre et les jumeaux Dioscures Castor et Pollux. Par rapport à d’autres œuvres du même thème, le tableau montre une plus grande richesse en arrière-plan, une attention particulière étant accordée à la description des herbes et des fleurs du pré et un goût d’ascendance nordique à la vision d’une grotte recouverte de végétation et au paysage lacustre avec une ville. Le détail des sommets, rendus presque invisibles par la brume, est plutôt typiquement léonardien, marquant la distance spatiale selon la technique de la perspective aérienne .